# 砖窑湾镇
砖窑湾镇，是中华人民共和国陕西省延安市安塞区下辖的一个乡镇级行政单位。

## 行政区划
砖窑湾镇下辖以下地区：
砖窑湾社区、砖窑湾村、苗店村、贾居村、范台村、苗家河村、梅庄湾村、秋树台村、西河口村、贺家砭村、金盆湾村、杜家河村、崖窑砭村、山王河村和街砭村。